# Маргущ
Ма́ргущ (кабард.-черк. Маргъущ) — река в республике Кабардино-Балкария. Протекает по территории Черекского и Урванского районов республики. Длина реки составляет 14 км. Площадь водосборного бассейна — 28 км².

## Характеристики
Река берёт своё начало с северного склона горы Большая Гумады и по лесистому ущелью течёт на северо-восток. Недалеко от устья в реку справа попадает речка Бжака. Устье реки находится в 6,5 км по правому берегу реки Псыгансу, к югу от одноимённого села Псыгансу.

## Данные водного реестра
По данным государственного водного реестра России относится к Западно-Каспийскому бассейновому округу, водохозяйственный участок реки — Терек от впадения реки Урух до впадения реки Малка. Речной бассейн реки — Реки бассейна Каспийского моря междуречья Терека и Волги.
Код водного объекта в государственном водном реестре — 07020000612108200005206.